# Lucas Chumbo
Lucas Yan Cabral Azeredo Chianca, mais conhecido como Lucas Chumbo (Saquarema, 25 de agosto de 1995), é um surfista brasileiro, considerado um dos melhores atletas de ondas grandes do mundo.

## Biografia
Começou a surfar com apenas três anos, usando boinha, sendo incentivado por sua mãe e seu pai. Aos 5 anos, já competia em Saquarema, e aos 8 no circuito carioca. Aos 14, já estava no brasileiro, Pro Junior e outras competições que poderiam projetá-lo para o mundial. Porém enfrentava um grande problema, não se dava bem em ondas pequenas. Em 2015, Lucas surfou pela primeira vez em Jaws, no Havaí, onde descobriu sua verdadeira paixão.
Em fevereiro de 2018, foi campeão em ondas gigantes do mundial Nazaré Challenge, vencendo as três baterias que disputou em ondas de até 6 metros, na Praia do Norte, Portugal, com 21.39 pontos, sendo a melhor pontuação de todo o campeonato. Em abril, recebu o prêmio de Melhor Performance no Big Wave Awards, a premiação mais importante da modalidade, feita pela Liga Mundial do Surf. Em abril, venceu o torneio de ondas grandes Mormaii Big Wave, disputado na Praia do Cardoso, em Laguna, litoral sul de Santa Catarina. Em junho, foi campeão em outro mundial em ondas gigantes, a Puerto Escondido Cup, conseguindo a melhor onda da bateria, uma longa esquerda, avaliada em 9,5 pontos, no México.
Em 2019, protagonizou a websérie Se Prepara, produzida pela Red Bull TV. Em 2020, participou do Big Brother Brasil 20, como parte dos participantes convidados pela produção, sendo o primeiro eliminado do reality show com 75,54% dos votos, após disputar o paredão contra a empresária e influenciadora digital Bianca Andrade. Em fevereiro, foi campeão por equipes ao lado do havaiano Kai Lenny, do campeonato mundial de ondas gigantes Nazaré Tow Surfing Challenge, em Portugal. No mesmo mês, protagoniza ao lado de Carlos Burle, a série Burle, Me Treina, exibida no Canal OFF. Em março, foi vencedor do desafio Gigantes de Nazaré ao lado de Ian Cosenza.
Em 2021, Lucas Chumbo é confirmado como um dos participantes da quinta edição de No Limite, sendo o quarto eliminado do reality após pedir para seus colegas de equipe o eliminarem, por problemas de saúde.

## Vida pessoal
Entre 2017 e 2019, namorou por dois anos Manu Maya, filha do diretor Wolf Maya.

## Filmografia

### Televisão
| Ano  | Título             | Função                   | Notas        |
| ---- | ------------------ | ------------------------ | ------------ |
| 2020 | Big Brother Brasil | Participante (20º lugar) | Temporada 20 |
| 2020 | Burle, Me Treina   | Ele mesmo                | Temporada 1  |
| 2021 | No Limite          | Participante (13º lugar) | Temporada 5  |

### Internet
| Ano  | Título     | Função    | Notas    |
| ---- | ---------- | --------- | -------- |
| 2019 | Se Prepara | Ele mesmo | Websérie |

## Prêmios e indicações
| Ano  | Prêmio          | Categoria                    | Resultado |
| ---- | --------------- | ---------------------------- | --------- |
| 2018 | Big Wave Awards | Melhor Performance Masculina | Venceu    |